# Neodesmus caffrarius
Neodesmus caffrarius är en mångfotingart som först beskrevs av Carl Oscar von Porat 1872.  Neodesmus caffrarius ingår i släktet Neodesmus och familjen Gomphodesmidae. Inga underarter finns listade i Catalogue of Life.